# Агилера, Хосе

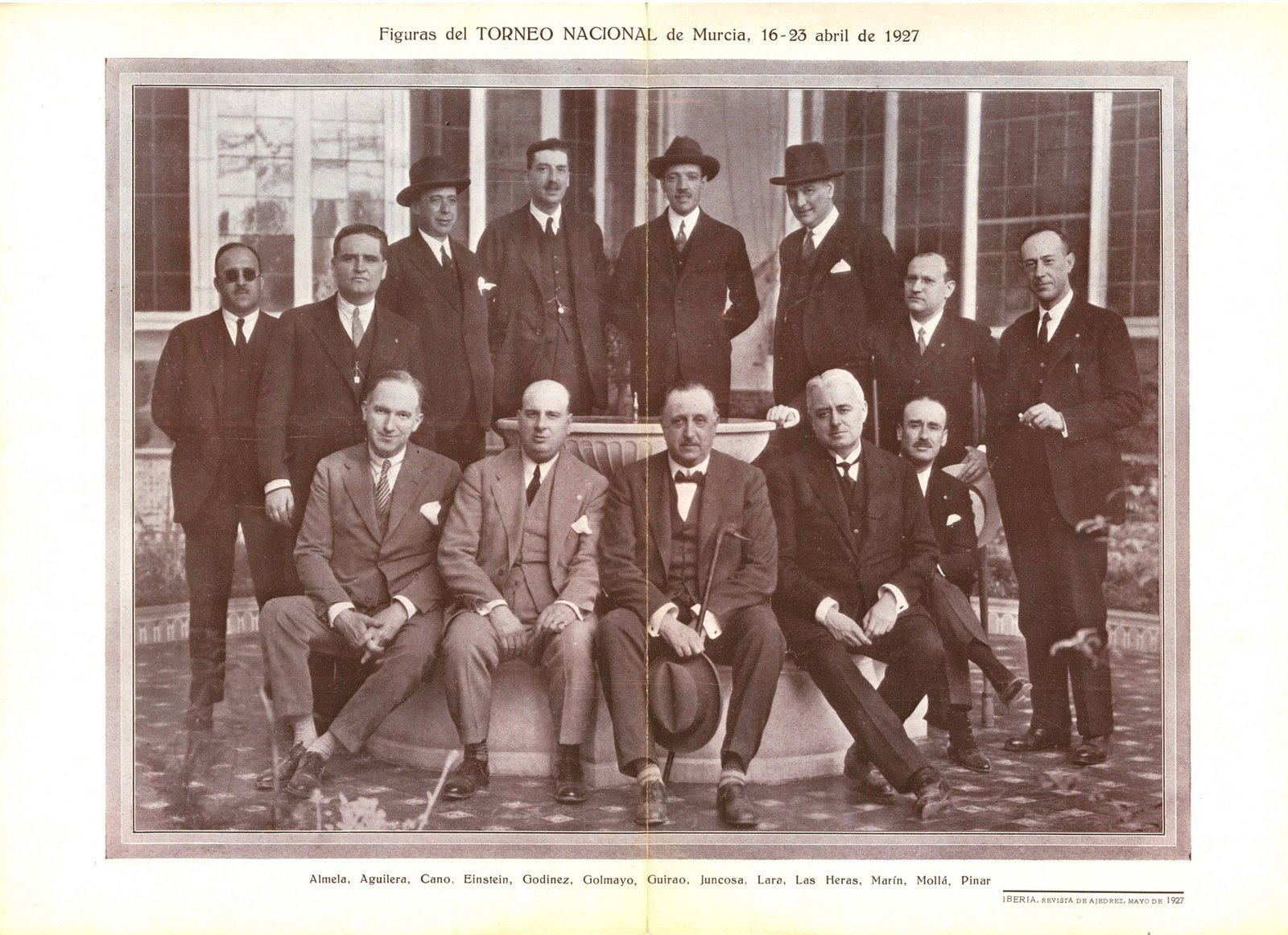
Участники Национального турнира в Мурсии (1927 г.). Сидят: крайний слева — М. Гольмайо, 2-й справа — В. Марин. Стоят: 2-й слева — С. Молья, 2-й справа — Х. Хунсола Молинс. Остальные по алфавиту: Альмела, Х. Агилера, Гирао, Годинес, Кано, Лара, Лас-Эрас, Пинар, Эйнштейн.

Хосе Агилера Бернабе (исп. José Aguilera Bernabé, годы жизни неизвестны) — испанский шахматист.
Входил в число сильнейших шахматистов Испании рубежа 1920—1930-х гг.
В составе сборной Испании участник шахматной олимпиады 1928 г. Выступал на 3-й доске. В рамках олимпиады сыграл 16 партий, из которых 2 выиграл (у Я. Гемзё и Э. Сапиры), 3 завершил вничью (с В. Гильзе, М. Дюшаном и Дж. де Нардо) и 11 проиграл (Г. Штальбергу, В. М. Петрову, И. Гуджу, Й. ван ден Босху, К. Хаваши, Ф. Гильи, Л. Палау, Л. Прокешу, Б. Хёнлингеру, Т. Регедзиньскому и Э. Толфсену).
Участник международного турнира Барселоне (1929 г.). Набрал 3 очка из 14 (+2-10=2) и разделил 13—14 места.